# Jamie Oliver
James „Jamie“ Trevor Oliver, MBE (n. 27 mai 1975, Clavering⁠(d), Uttlesford, Anglia, Regatul Unit) este un bucătar englez, bucătar la emisiuni de televiziune, gastronom precum și autor de cărți de bucate. Porecla lui , Bucătarul Dezbrăcat, datează de la primul său spectacol de gătit și este sinonimă cu simplitatea ingredientelor și a pregătirii rețetelor sale. A scris o serie de cărți de bucate și este protagonistul seriilor de emisiuni de televiziune The Naked Chef (Bucătarul dezbrăcat).

## Biografie
Încă din copilărie Jamie s-a familiarizat cu tehnicile și ustensilele folosite în bucătărie, tatăl său având un mic restaurant în Cambridge, Anglia. La vârsta de 16 ani, Jamie și-a terminat studiile la Westminster Catering College. A început să lucreze la River Cafe în Londra, unde a și rămas timp de trei ani. A apărut pentru prima oară la televiziune într-un documentar despre River Cafe. A fost remarcat de o mare companie de televiziune și invitat să fie protagonistul primei serii din "Naked Chef", care a avut un uriaș succes. În paralel cu emisiunea TV, care apoi s-a numit "Oliver's Twist", Jamie a scris mai multe cărți: "The Naked Chef", "The Naked Chef Takes Off", "Happy Days" și "Jamie's Kitchen". Este de asemenea editorul revistei "British GQ", colaborator al "Times Magazine" și are un editorial lunar în revista "Marie Claire".
A mai scris, de asemenea, "La masă cu Jamie" și "Cu Jamie prin Italia"..

## Viața privată
Este căsătorit din anul 2000 cu fostul model Juliette Norton (Jooles) și au împreună 4 copii : Poppy Honey (născută pe 18 martie 2002), Daisy Boo (născută pe 10 aprilie 2003), Petal Blossom Rainbow (născută pe 3 aprilie 2009) și Buddy Bear Maurice (născut pe 15 septembrie 2010).

## Traduceri în limba română
- La masă cu Jamie. Carte de bucate, Curtea Veche, traducător Andreea-Rosemarie Lutic, 2006 IBAN 978-973-669-266-6
- Gătește în 30 de minute cu Jamie, Curtea Veche, 2012 IBAN 978-606-58-8402-1
- Jamie. Ministrul hranei sănătoase. Oricine poate învăța să gătească în 24 de ore, Curtea Veche, traducător Diana Catindatu, 2012 IBAN 978-606-588-289-8
- Gătește în 15 minute cu Jamie, Curtea Veche, 2013 IBAN 978-606-588-642-1
- Economisește cu Jamie. Cumpără isteț. Gătește inteligent. Irosește mai puțin. 120 de rețete gustoase și ieftine, Curtea Veche, traducător Irina Constantin, 2015 IBAN 978-606-588-781-7
- Comfort Food. 100 de rețete esențiale - delicatese pentru cei dragi, Curtea Veche, 2015 IBAN 978-606-588-839-5
- 5 ingrediente. Mese rapide & ușoare, Curtea Veche, 2017 IBAN 978-606-440-001-7
- Jamie gătește în Italia. Din inima bucătăriei italienești, Curtea Veche, 2018 IBAN 978-606-44-0130-4
- Să gătim cu Jamie. Cum să devii un bucătar mai bun, Curtea Veche, 2018 IBAN 978-973-669-433-2
- Super food pentru toată familia, Curtea Veche, 2019 IBAN 978-606-44-0217-2
- Rețetele de Crăciun ale lui Jamie Oliver, Curtea Veche, 2019 IBAN 978-606-44-0269-1
- Veg. Preparate ușoare și delicioase pentru toți, Curtea Veche, 2020 IBAN 978-606-44-0729-0
- 7 feluri. Idei simple pentru fiecare zi a săptămânii, Curtea Veche, 2021 IBAN 978-606-44-0973-7